# 藤山大樹
藤山 大樹（ふじやま たいじゅ、1987年12月4日 - ）は、日本のマジシャン。日本奇術協会正会員。日本の伝統的な奇術である和妻(手妻)を継承する。手妻・和妻の大家であり文化庁芸術祭大賞受賞者である藤山新太郎の弟子。東京都杉並区出身。法政大学工学部（現・法政大学理工学部）卒業。

## 略歴
高校時代にマジックに興味を持ち、法政大学入学と同時に同大学のマジックサークルに所属し、ステージマジックに出会う。2009年には美しい表現と創意のマジックで様々なコンテストで賞を受賞。 2010年の大学卒業と同時に藤山新太郎に師事してプロマジシャンの道を歩み始めた。
2012年、イギリスのブラックプールで開催されたマジック界のオリンピックFISMに日本代表として参加し、代表的な手順である面を使った創作手妻「七変化」を披露した。
2013年11月に日本橋公会堂にて出世披露公演を行い「藤山大樹」と改名。
2014年3月、8月には自主公演を開催。10月には韓国で開催されるアジア最大級の大会「FISM ASIA」に日本代表9名のうちの1人として参加し、General部門第1位、大会特別賞を受賞。2015年夏にイタリアで行われるFISM本戦への出場権を獲得し、2015年7月の同大会でGeneral部門第5位を受賞した。
2018年2月、公益社団法人日本奇術協会より「師範認定」を受ける。
2019年12月、第74回文化庁芸術祭賞 大衆芸能部門 新人賞受賞。
また2019年、2020年と続けて、ジャニーズ事務所所属ジャニーズJr.内の7人組男性アイドルグループTravis Japan主演舞台、「虎者」「虎者2020」のマジックを監修。

## 人物
テレビ番組で見たMr.マリックのマジックに憧れ、高校時代はトランプマジックなどのクロースアップマジックに熱中する。
法政大学入学後、同大マジックサークルに所属し西洋マジックで活躍する。在学中、後に弟子入りする藤山新太郎一門の公演の手伝いをしたことをきっかけに、手妻にも興味を持ち始める。

## 出演

### 舞台
- 「飛び加藤」[4]（2012年6月、 シアタークリエ）
- 「eclipse」[5]（2014年9月、 サウンドシアター 、シアタークリエ）
- 「True Act」日本×アジア　最高傑作パフォーマンス公演　True Act～5分舞台を見ているだけで、心揺さぶられる世界がある～[6]（2014年9月、新宿角筈区民ホール）

### テレビ番組
- ニュース　シブ5時（2015年6月11日）
- しあわせニュース（2015年8月14日）
- NEWS ZERO（2015年8月17日）
- 若大将のゆうゆう散歩（2015年9月2日）[7]
- ウィークリーニュースONZE（2015年10月4日）
- 第17回 地域伝統芸能まつり（2017年3月18日）
- 情熱発掘！エライ人 銅像をどーぞ「知られざる偉人の真実」（2017年5月27日）
- Penn & Teller: Fool Us（英語: Penn & Teller: Fool Us）（2018年7月31日）[8]
- サタデープラス（2018年11月3日)
- BS朝日 お笑い演芸館(2019年10月17日)
- テレビ朝日 あいつ今何してる?(2021年5月26日)
- テレビ東京 開運!なんでも鑑定団(2021年8月3日)

### ラジオ番組
- ちきゅうラジオ（2015年8月29日）[9]

## 経歴
- 2006年4月 - 法政大学入学、同大マジックサークル所属
- 2007年9月 - 第49回テンヨーマジックフェスティバル　ゲスト出演
- 2009年2月 - 第54回全国奇術愛好家懇親会　最優秀賞
- 2009年5月 - 第4回四国マジックコンベンション　第1位
- 2009年6月 - INTERNATIONAL MAGIC EXTRAVAGANZA III in MALAYSIA　第1位
- 2010年3月 - 社団法人日本奇術協会　主催　第9回ベストマジシャンズフェスティバル　出演
- 2010年3月 - 法政大学卒業
- 2010年4月 - 藤山新太郎に師事
- 2010年4月 - 社団法人日本奇術協会[10]入会　(現在は公益社団法人)
- 2011年2月 - 社団法人日本奇術協会　主催　第10回ベストマジシャンズフェスティバル　出演
- 2011年8月 - FISM国内選考会　第3位、JCMA賞、日本奇術協会特別賞
- 2011年12月 - FISM ASIA　FISM2012本選出場決定
- 2012年2月 - 社団法人日本奇術協会　主催　第11回ベストマジシャンズフェスティバル　出演
- 2012年7月 - マジック界のオリンピックFISM in England Blackpool 日本代表として出場
- 2013年2月 - 「小林大」改め「藤山大樹」に改名
- 2013年5月 - SAM バージニア大会　Welcome to Japan Show　出演
- 2013年11月 - 日本橋公会堂にて出世披露公演
- 2014年5月 - TMA MAGIC Convention ゲスト出演
- 2014年8月 - FISM国内選考会　第2位、マジックポットコンベンション賞
- 2014年11月 - FISM ASIA　General部門　第1位、特別賞、FISM2015本選出場決定
- 2015年2月 - 社団法人日本奇術協会より「ホープ章」受賞
- 2015年7月 - FISM in Italy 日本代表として出場　General部門　第5位
- 2016年2月 - Salon des Vacances,Vakantiesalon (ベルギー)ジャパンブース　出演
- 2016年8月 - 釜山インターナショナルマジックフェスティバル（韓国）　出演
- 2016年9月 - ジャパン祭 in ロンドン　出演
- 2016年11月 - 英国最大の日本文化イベント HYPER JAPAN（ロンドン）　出演
- 2016年12月 - Festival Japon（メキシコ）　出演
- 2017年1月 - 杉並区成人式　出演
- 2017年1月 - TOKYO CITY PROMOTION 2017（インド）　出演
- 2017年3月 - 第１６回湘南ひらつかマジシャンズ発表会　出演
- 2017年3月 - 林家木久扇・桂文珍 東西会　出演
- 2017年4月 - アート・ミックス・ジャパン2017　出演
- 2017年4月 - Magic Fan Meeting 2017　出演
- 2017年5月 - 大演芸まつり　ザ・マジック　出演
- 2017年6月 - 第16回日本海マジックコンベンション　出演
- 2017年9月 - Festival International de Magie de Noumea（ニューカレドニア）　出演
- 2018年1月 - 東京国際フォーラム主催　J-CULTURE FEST NINJA[11]　出演
- 2018年5月 - 武蔵野芸能劇場にて初の自主公演を開催
- 2018年7月 - O 21o Festival do Japaoo（ブラジル）　出演
- 2019年12月 - 第74回文化庁芸術祭賞新人賞受賞
- 2020年 - 公益社団法人日本奇術協会 「特別賞」　受賞
- 2020年 - 杉並区・ウズベキスタンのホストタウン交流宣言署名式典[12]